# Cómo asesinar a Felipes
Cómo asesinar a Felipes, abreviado CAF, es una banda chilena de hip hop alternativo que se nutre de estilos como el rap, el rock, y el jazz. Fue fundado en 2007 por el baterista Felipe Salas, el bajista Sebastián Muñoz, y el tecladista Marcos Meza, a quienes se unió Koala Contreras en voz, y DJ Spacio en tornamesas.

## Historia
Tres estudiantes de la Escuela Moderna de Música, más interesados en la música intuitiva que en la académica, iniciaron el proyecto. En 2007 el pianista Marcos Meza (alumno del pianista de jazz Mario Feito y de sesión Pablo Bruna), el bajista Sebastián Muñoz (del bajista eléctrico Miguel Pérez) y Felipe Salas (del baterista y percusionista clásico Juan Coderch) elaboraron su propio conocimiento teórico sobre la música y la aplicaron a la lógica del loop. Después de escuchar el disco Homónimo (2004) del colectivo hip-hop FDA, Salas acudió a un concierto de Koala Contreras (uno de sus maestros de ceremonia) y le pidió integrarse al grupo. Luego se unió DJ Spacio (colaborador de Solo di Medina y Anita Tijoux) y la banda quedó configurada en dos frentes: piano, bajo (de sonido tipo contrabajo) y batería, además de MC y DJ.
Apenas una temporada después de la publicación del explosivo debut con Cómo Asesinar a Felipes (2008), el mismo sello Potoco Discos editó el álbum Un disparo al centro (2009), donde el grupo mantuvo la formación de quinteto e incluyó ensambles de cámara con instrumentos de la Orquesta Sinfónica Juvenil como flauta traversa, clarinete, fagot, trombón o tuba. Para el año siguiente, con Colores y cadáveres, Cómo Asesinar a Felipes impulsó un proyecto de colaboraciones, observando tres ámbitos predominantes en sus influencias musicales: el rap (con la participación de Epicentro de Calambre), el jazz (con el guitarrista Raimundo Santander) y el punk rock (con el emblemático Álvaro España, de Fiskales Ad-Hok).
Su álbum Comenzará de nuevo (2012) marcó entonces el inicio del trabajo con el sello a Koolarrow Records, de Billy Gould (productor de Faith No More), y al mismo tiempo una nueva experimentación musical con el uso de timbres del sintetizador Roland RS 202 y el piano eléctrico Fender Rhodes. La música del quinteto se hizo más densa y atmosférica.
Después de esta sesión, el pianista y compositor Marcos Meza se alejó del grupo para iniciar un trabajo propio. En su reemplazo se integró el pianista de jazz Gabriel Paillao, formado en la Conchalí Big Band, que grabaría el álbum V (2014), una nueva sesión en California con Bill Gould y una nueva búsqueda sónica con el Korg MS-20.  Ya en 2015, el grupo terminó de trabajar con piano e incorporó al versátil saxofonista de jazz Cristián Gallardo, y con él proyectaron una revisita al trabajo que durante casi una década habían desarrollado en los primeros formatos y sus variaciones. 
El séptimo disco de Cómo asesinar a Felipes pudo tener muchas formas incluyendo una alianza con Los Jaivas a sugerencia de Billy Gould y contar con la voz de Eddie Vedder. La banda optó por ser realista y anteponer sus gustos. Grabaron con Chino Moreno de Deftones y se abrieron hacia un impensado toque femenino con Camila Moreno. Así fue la cocina de Naturaleza muerta (2019).
En los Premios Pulsar 2020, la banda ganó en las categorías Álbum del Año y Mejor Artista de Música Urbana.

## Discografía

### Álbumes de estudio
- 2008 - Cómo asesinar a Felipes
- 2009 - Un disparo al centro
- 2010 - Colores y cadáveres
- 2012 - Comenzará de nuevo
- 2014 - V
- 2017 - Elipse
- 2019 - Naturaleza muerta
- 2020 - MMXX
- 2022 - Luz, figura y sombra
- 2023 - Endlos

### Reversiones
- 2019 - Comenzará de nuevo (rediseño instrumental de Chalo González)
- 2020 - Un disparo al centro (Edición aniversario 2019)

## Integrantes
- Koala Contreras, voz (2007 - •)
- Felipe "Metraca" Salas, batería (2007 - •)
- DJ Spacio, tornamesas y efectos (2007 - •)
- Cristián Gallardo, saxo alto y flauta traversa (2016 - •)
- Raimundo Santander, bajo (2022 - •)

### Antiguos
- Marcos Meza, teclados (2007 - 2013) (2020)
- Gabriel Paillao, teclados (2013 - 2015)
- Sebastián "Seba Bala" Muñoz, bajo (2007 - 2022)